# 李儒新
李儒新（1969年10月—），福建建瓯人，中国光学家。1990年毕业于天津大学光电子技术专业。2017年成为中国科学院院士。现任上海科技大学党委书记、副校长。中共第二十届中央候补委员。
研究领域主要为光学，特别是超高峰值功率超短脉冲激光。